# Tsjechië
Tsjechië (Tsjechisch: Česko), officieel de Tsjechische Republiek (Tsjechisch: Česká republika), is een land in Centraal-Europa. Het land grenst in het westen en noordwesten aan Duitsland, in het noorden aan Polen, in het oosten aan Slowakije en in het zuiden aan Oostenrijk. Sinds 1 januari 1993 vormt Tsjechië een zelfstandig land, daarvoor was het het westelijke deel van Tsjecho-Slowakije.

## Naam
Tot decennia na de splitsing van Tsjecho-Slowakije in Slowakije en Tsjechië in 1993 blijven er enkele problemen bestaan met betrekking tot de naamgeving van Tsjechië. In het Tsjechisch blijft de lange vorm van de naam (Česká republika, Tsjechische republiek) veel gebruikt, ondanks de pogingen van overheden, geografen en taalkundigen om mensen over te halen de korte vorm Česko te gebruiken. In het Nederlandse taalgebied wordt een korte naam gebruikt (Tsjechië), maar in veel andere talen blijft de lange vorm gangbaar. De Nederlandse naam "Tsjechië" is in feite een soort germanisme. Zo wordt in het Engels vaak Czech Republic gebruikt in plaats van Czechia en in het Frans République tchèque in plaats van Tchéquie.
In het Nederlands werd tot in de 20ste eeuw vooral de naam Bohemen gebruikt om het huidige Tsjechië aan te duiden. Deze naam had overigens betrekking op Bohemen en Moravië als twee te onderscheiden provincies maar aangeduid onder de eerste naam. De huidige naam Tsjechië is aangepast aan het Tsjechische spraakgebruik. Voor 1945 was de bevolking gescheiden in Duitsers en Tsjechen, die tot aan het begin van de nationale strijd rond het midden van de 19de eeuw tezamen nog als een multinationaal volk beschouwd konden worden. Sinds de Verdrijving van de Duitsers is de bevolking uni-nationaal geworden en kan zij in plaats van het historische Boheems juister Tsjechisch genoemd worden. Dat heeft overigens als verwarrend effect dat ook historische situaties en personen nu als 'Tsjechisch' worden aangeduid terwijl zij toen als Duits golden.
In de Tsjechische media wordt het woord "Česko" steeds meer gebruikt. Veel Tsjechen zijn echter tegen het gebruik van deze naam. Het bijvoeglijk naamwoord van Česko, "český", is namelijk ook het bijvoeglijk naamwoord van Čechy (Bohemen). Zo betekent het woord dus zowel "Tsjechisch" als "Boheems". Het gebruik van het woord "Česko" wordt dus niet op prijs gesteld door de inwoners van de twee andere regio's van het land; Moravië en Tsjechisch-Silezië. In feite is dit hetzelfde wanneer het woord "Engeland" wordt gebruikt om het gehele Verenigd Koninkrijk aan te duiden, en "Holland" als men heel Nederland bedoelt. Hierbij moet worden aangetekend dat veel Tsjechen (zowel in Bohemen als Moravië en Silezië) in de spreektaal zelf vaak "Čechy" gebruiken om Tsjechië in zijn geheel aan te duiden en daarmee juist een pars pro toto gebruiken. Als alternatief wordt soms door Tsjechen verwezen naar Tsjechië met "republika" (de republiek) als verkorte vorm van "Česká republika".

## Geschiedenis

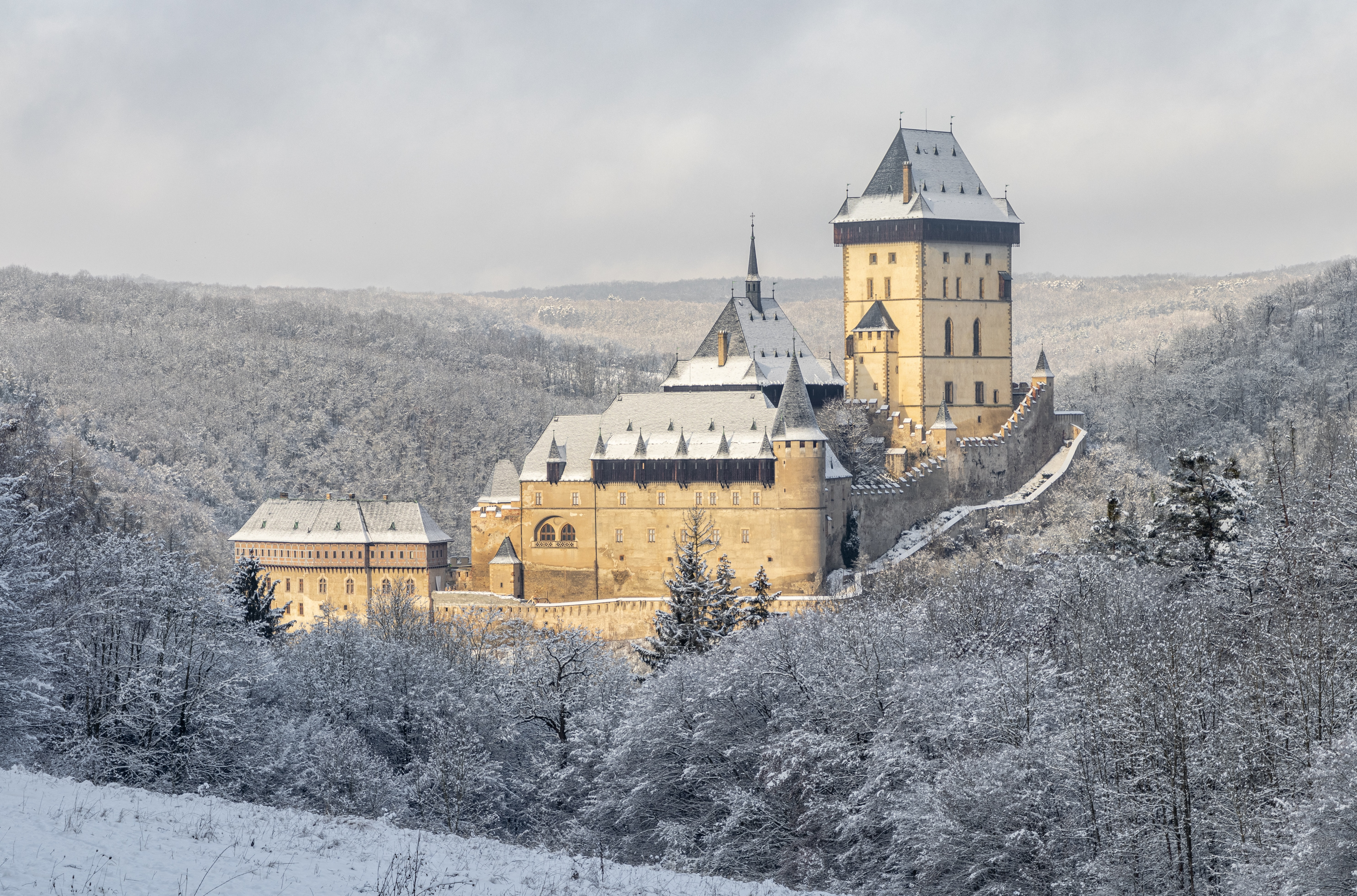
Het 14e-eeuwse Kasteel Karlstein in Midden-Bohemen

De oudst bekende bewoners stonden onder invloed van een Keltische cultuur die Midden-Europa grotendeels omvatte. Rond het begin van de jaartelling woonden de Germaanse stammen van de Marcomannen en Quaden in het gebied. Zij sloten zich in de 4de eeuw aan bij de Sueben en namen deel aan de volksverhuizingen waarbij hun leidende adel het woongebied overliet aan de uit het noordwesten komende Germaanse Langobarden. Deze trokken op hun beurt naar Italië en lieten aan het einde van de 6de eeuw het land over aan uit het noordoosten komende Slavische stammen.
In de 7de eeuw ontstond onder leiding van de Frankische koopman Samo het eerste Slavische rijk. Na de dood van Samo valt dit rijk uiteen. Het Groot-Moravische Rijk, met zijn machtsbasis in het huidige oosten van Tsjechië, vulde dit machtsvacuüm op. Dit rijk bezweek uiteindelijk op zijn beurt onder aanvallen van de Magyaren.
In de eeuwen daarna wisten lokale machthebbers zich tot ‘duces’ (hertogen) op te werken en in de 9de eeuw slaagde het geslacht van Přemysliden erin om erkend te worden in een overkoepelend koningschap. Om zich te kunnen blijven handhaven, erkenden deze koningen op hun beurt de Duitse Keizer boven zich en namen zij het christendom aan. Binnen het Heilige Roomse Rijk (Duitse Rijk) werden de Boheemse koningen een belangrijke macht die tijdelijk ook in Polen hun gezag vestigden en Silezië blijvend binnen hun machtssfeer kregen.

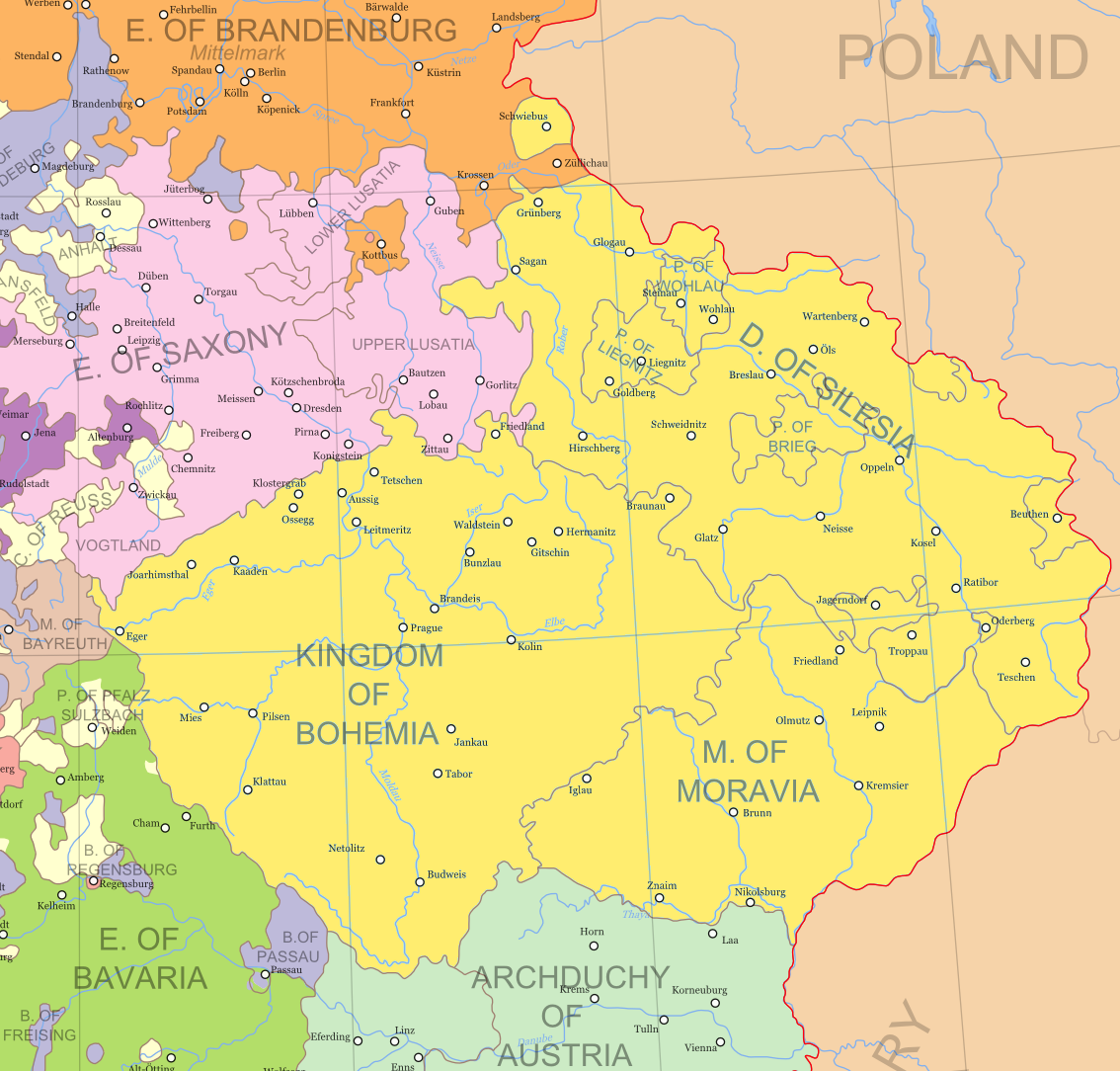
Historische landen van het huidige Tsjechië

Door huwelijksallianties met Duitse vorsten ging in 1309 het koningschap over op het geslacht van de Luxemburgers en daarmee werden de banden met de overige Duitse landen nog sterker, wat een reactie opriep in de vorm van een religieus conflict: de Hussietenopstand die zich aan het begin van de 15de eeuw tegen het kerkelijk oppergezag van Rome richtte en het Duitstalige patriciaat in de steden verjoeg. Na een periode van normalisatie nam de invloed uit de omringende Duitse landen weer toe en in 1621 ontlaadde zich opnieuw de oude tegenstelling, maar nu werd ze op een veel grotere schaal uitgevochten in de Dertigjarige Oorlog, een strijd tussen lutherse vorsten en steden en rooms-katholieke vorsten die de Duitse landen verwoestte en het Duitse Rijk voorgoed in onmacht zou brengen. Die strijd begon met een veldslag (de Slag op de Witte Berg bij Praag) waarin de niet-katholieke lagere adel het onderspit moest delven. 200.000 edelen en burgers moesten daarop het land verlaten.
De keizers, behorend tot het huis Habsburg, voerden met harde hand de Contrareformatie door en werden erfelijke koningen van Bohemen, wat zij zouden blijven tot 1918. Bohemen en Moravië waren sindsdien kroonlanden van wat later Oostenrijk-Hongarije zou gaan heten. De Duitse, culturele invloed zou in die periode zeer sterk toenemen en dominant worden totdat na het midden van de 19de eeuw het Tsjechische nationalisme opleefde en de strijd aanging met de Duitstaligen en hun cultuur.
Na de Eerste Wereldoorlog werd in 1918 het Oostenrijks-Hongaarse Rijk verdeeld in nationale staten, en konden de Tsjechen het heft in eigen handen nemen in een Tsjecho-Slowaakse republiek. Want inmiddels hadden de Slowaken zich ook bij de nieuwe staat aangesloten.

Eerste Tsjecho-Slowaakse Republiek in 1930

Een kwart van de bevolking van de nieuwe republiek - in het bijzonder in de grensgebieden van Bohemen en Moravië - was Duitstalig, zij werden ook wel Sudeten-Duitsers genoemd. In 1918 wilden zij zich bij Oostenrijk aansluiten, maar na het Verdrag van Saint-Germain kwamen hun woongebieden definitief bij Tsjecho-Slowakije. De vermeende achterstelling van deze Duitstaligen was voor nazi-Duitsland aanleiding om te streven naar hun bevrijding door een annexatie van het Sudetenland en in 1938 kreeg het daar internationale toestemming voor in het Verdrag van München. Ook Slowakije besloot zich toen af te scheiden als onafhankelijke republiek. Het overgebleven gebied werd in 1939 door Duitsland bezet als protectoraat Bohemen en Moravië.
Na de bevrijding door Amerikaanse en Sovjetlegers in 1945 verkeerde het Tsjechische gebied in chaos; hoewel de schade aan gebouwen meeviel, was vooral in de laatste jaren de nazirepressie sterk toegenomen. Conform het program van Košice en de Beneš-decreten van 1945 werden drie miljoen Sudeten-Duitsers en een half miljoen Hongaren uit het herstelde Tsjecho-Slowakije verdreven. Vooral de verdrijving van de Duitse bevolking in de huidige Tsjechische landen ging gepaard met veel bloedvergieten. Zie ook etnische zuivering.

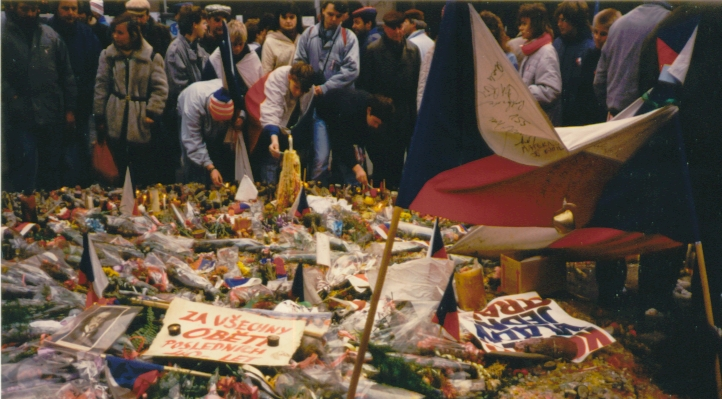
Bij de Fluwelen Revolutie werd het communistische regime geweldloos omvergeworpen

Na de Tweede Wereldoorlog werd de Tsjecho-Slowaakse staat hersteld, al werd (onder dwang) een gedeelte van het vooroorlogse grondgebied, Roethenië, overgedragen aan de Sovjet-Unie. Sinds juli 1945 nam de invloed van de communisten vooral in het Tsjechische gebied toe. In 1948 vond een communistische staatsgreep plaats en werd het land een communistische dictatuur. Sindsdien behoorde het land tot het Oostblok en was het geïntegreerd met andere staten in het Warschaupact als tegenhanger van de NAVO. In 1968 brak een kortstondige liberalisering van het officiële socialisme tijdens de zgn. Praagse Lente aan. Troepen van het Warschaupact maakten hieraan een einde. De Fluwelen Revolutie (1989) maakte aan de alleenheerschappij van de communistische partij een einde en herstelde de democratie in Tsjecho-Slowakije.
Op 1 januari 1993 maakte Tsjechië zich ook los van de inmiddels opgeheven staat Tsjecho-Slowakije, nadat Slowakije de unie met Tsjechië vreedzaam verlaten had. In 1999 trad Tsjechië toe tot de NAVO en op 1 mei 2004 tot de Europese Unie; er trad een snellere versterking van westerse invloeden en verdergaande liberalisering van het marktsysteem op. In het eerste halfjaar van 2009 was Tsjechië voor het eerst voorzitter van de Europese Unie.
| |                                                      |                                                      |                                                                                  |                                                     |                                               |                                                               |                                                                |                                                        |
| | Tsjecho-Slowakije – Tsjechoslowakije (1918-1992)     |                                                      |                                                                                  |                                                     |                                               |                                                               |                                                                |                                                        |
| Oostenrijk-Hongarije (tot 1918) Bohemen, Moravië, delen van Silezië, noorden van Koninklijk Hongarije (Slowakije en Karpato-Roethenië) | Eerste Tsjecho-Slowaakse Republiek (ČSR) (1918-1938) | "Sudetenland" (1938-1945)                            | "Sudetenland" (1938-1945)                                                        | Derde Tsjecho-Slowaakse Republiek (ČSR) (1945-1948) | Tsjecho-Slowaakse Republiek (ČSR) (1948-1960) | Tsjecho-Slowaakse Socialistische Republiek (ČSSR) (1960-1990) | Tsjechische en Slowaakse Federale Republiek (ČSFR) (1990-1992) | Tsjechië (ČR) (sinds 1993) Slowakije (SR) (sinds 1993) |
| Oostenrijk-Hongarije (tot 1918) Bohemen, Moravië, delen van Silezië, noorden van Koninklijk Hongarije (Slowakije en Karpato-Roethenië) | Eerste Tsjecho-Slowaakse Republiek (ČSR) (1918-1938) | Tweede Tsjecho-Slowaakse Republiek (ČSR) (1938-1939) | Protectoraat Bohemen en Moravië (1939-1945) Slowaakse Republiek (SR) (1939-1945) | Derde Tsjecho-Slowaakse Republiek (ČSR) (1945-1948) | Tsjecho-Slowaakse Republiek (ČSR) (1948-1960) | Tsjecho-Slowaakse Socialistische Republiek (ČSSR) (1960-1990) | Tsjechische en Slowaakse Federale Republiek (ČSFR) (1990-1992) | Tsjechië (ČR) (sinds 1993) Slowakije (SR) (sinds 1993) |
| Oostenrijk-Hongarije (tot 1918) Bohemen, Moravië, delen van Silezië, noorden van Koninklijk Hongarije (Slowakije en Karpato-Roethenië) | Eerste Tsjecho-Slowaakse Republiek (ČSR) (1918-1938) | Karpato-Oekraïne (1938-1939)                         | Karpato-Roethenië bij Hongarije (1939-1945)                                      | deel van Oekraïense SSR (1945-1991)                 | deel van Oekraïense SSR (1945-1991)           | deel van Oekraïense SSR (1945-1991)                           | Oblast Transkarpatië Oekraïne (vanaf 1991)                     | Oblast Transkarpatië Oekraïne (vanaf 1991)             |
| |                                                      | Duitse bezetting / Tweede Wereldoorlog               | Duitse bezetting / Tweede Wereldoorlog                                           | Sovjetperiode / Volksrepubliek                      | Sovjetperiode / Volksrepubliek                | Sovjetperiode / Volksrepubliek                                |                                                                |                                                        |
| |                                                      |                                                      | Regering in ballingschap                                                         |                                                     |                                               |                                                               |                                                                |                                                        |
| |                                                      |                                                      |                                                                                  |                                                     |                                               |                                                               |                                                                |                                                        |

## Geografie

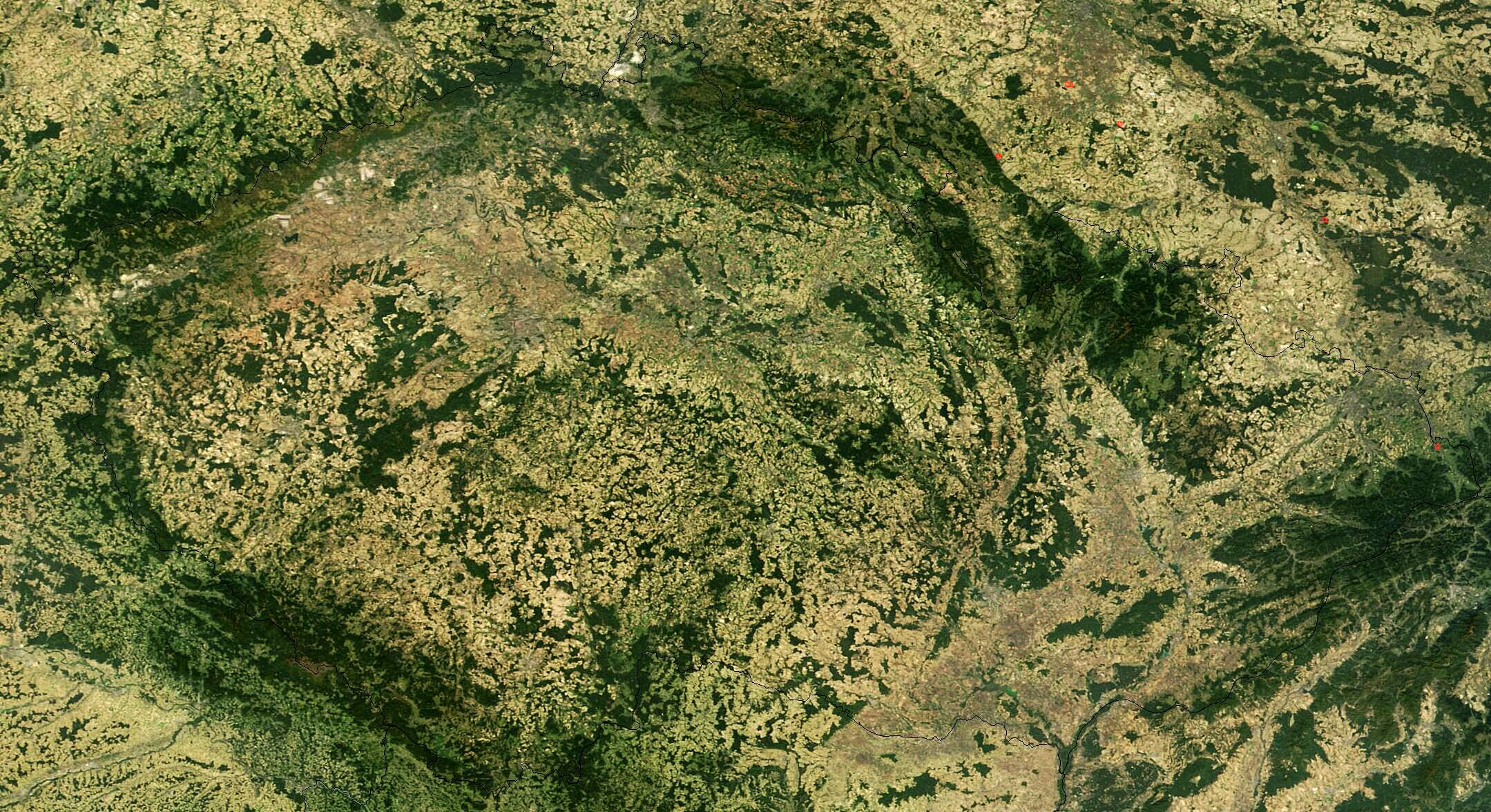
Satellietbeeld van Tsjechië

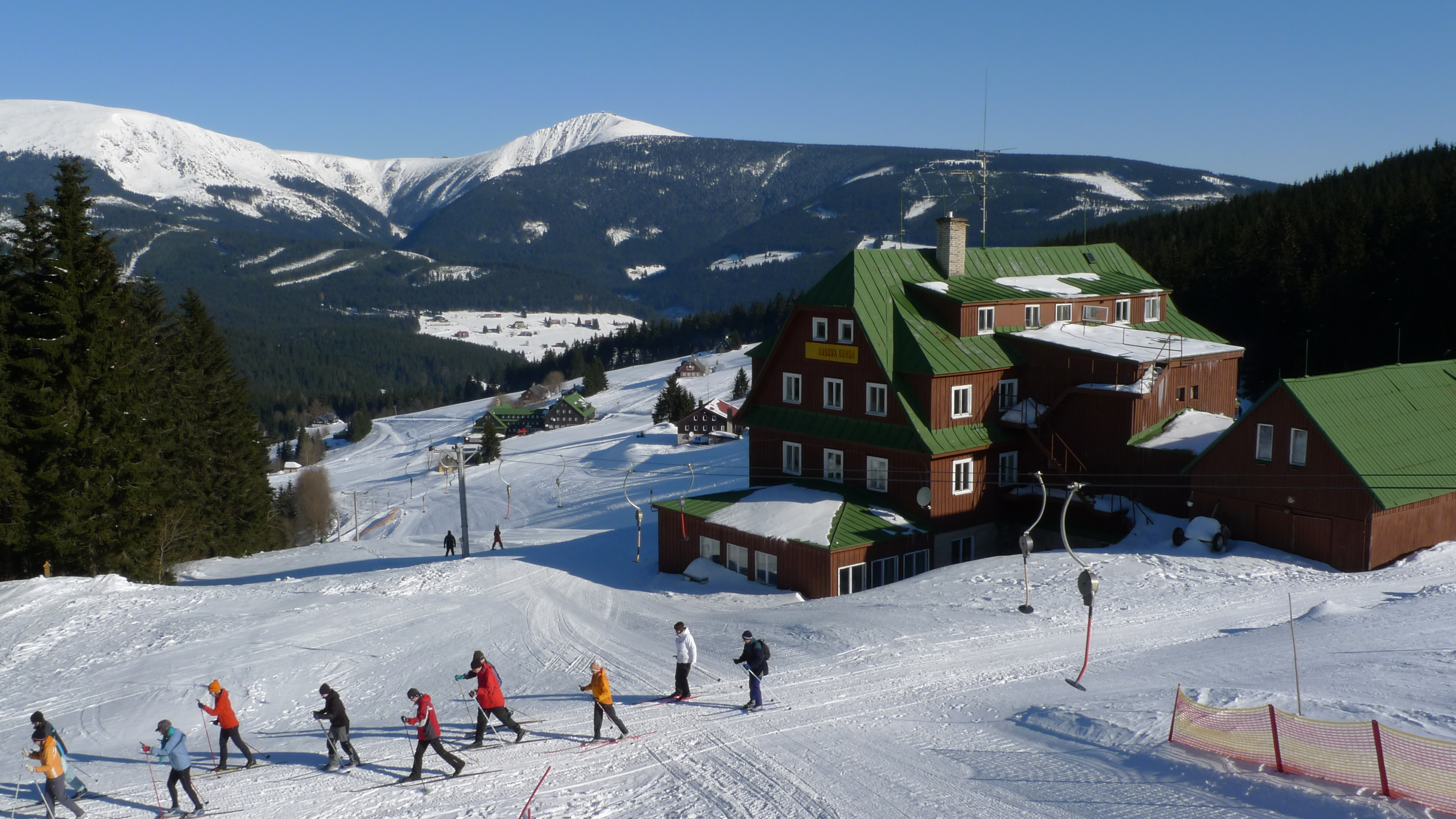
Reuzengebergte

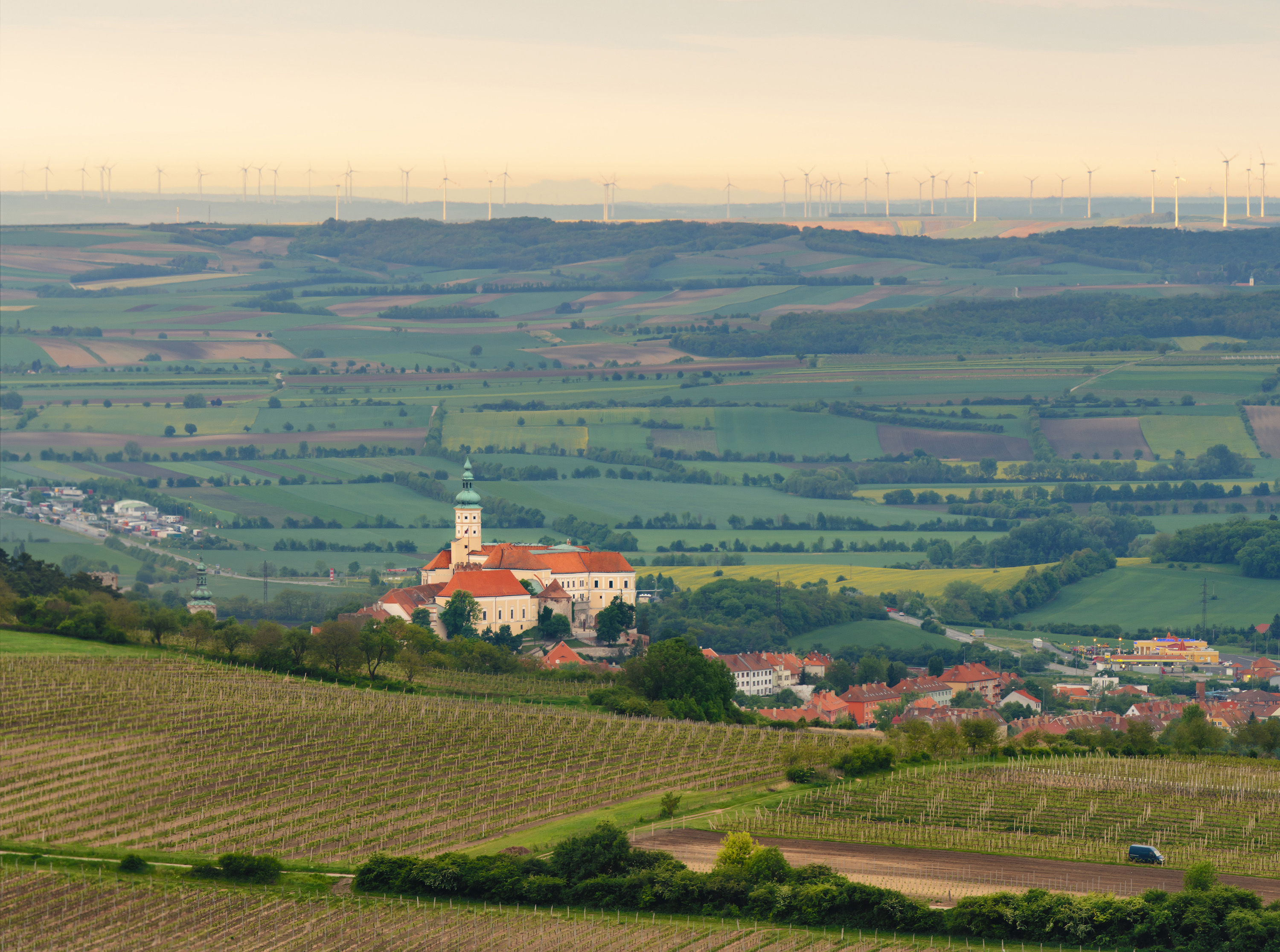
Zuid-Moravië

Tsjechië ligt in Centraal-Europa en grenst in het westen aan Duitsland (704 km), in het noorden aan Polen (699 km), in het oosten aan Slowakije (241 km) en in het zuiden aan Oostenrijk (402 km). 
Historisch gezien bestaat het land uit drie deelregio's; Bohemen, Moravië en Tsjechisch-Silezië. De meeste grenzen worden gevormd door gebergten. Langs de zuidwestgrens van het land ligt het Bohemer Woud, in het noordwesten ligt het Ertsgebergte en in het noorden de Sudeten met onder andere het Reuzengebergte. De oostgrens van Moravië met Slowakije bestaat uit de Beskiden en Witte Karpaten. Alleen de zuidgrens met Neder-Oostenrijk bestaan voornamelijk uit een rivier, de Thaya. Op de grens van Bohemen met Moravië ligt de Boheems-Moravische Hoogvlakte.
Een aantal grote rivieren ontspringt in Tsjechië. Zo heeft de Elbe zijn bron in het Reuzengebergte. Enkele andere grote rivieren in Bohemen zijn de Moldau (Vltava), de Berounka en de Sázava. Een grote rivier in Moravië is de Morava, en ook de Oder ontspringt daar. Voor een overzicht van de rivieren in Tsjechië, zie de lijst van rivieren in Tsjechië.
Het laagste punt van Tsjechië met een hoogte van 115 meter is Hřensko, waar de Elbe het land verlaat. Het hoogste punt is de Sněžka. De 1602 meter hoge top van deze berg ligt in het Reuzengebergte op de grens van Tsjechië en Polen. Voor een overzicht van de hoogste bergen van Tsjechië, zie de lijst van bergen in Tsjechië.

### Bestuurlijke indeling
Tsjechië is bestuurlijk verdeeld in veertien regio's (Tsjechisch: kraj). De regio's zijn op hun beurt verdeeld in totaal 6249 gemeenten. Tussen de regio's en de gemeenten zit de laag van de 77 districten (okres). Officieel zijn de okresy in 2003 afgeschaft, maar de gebiedsindeling wordt nog veel gebruikt. De Tsjechische hoofdstad Praag is zowel gemeente als regio en district.
De regio's zijn:

### Steden
In totaal hebben 587 van de 6249 Tsjechische gemeenten stadsrechten. Zie voor een overzicht van alle plaatsen met stadsrechten de lijst van Tsjechische steden. De grootste stad van Tsjechië is de hoofdstad Praag. Met 1.154.808 inwoners is Praag meer dan drie keer zo groot als de op een na grootste stad, Brno. Andere steden met meer dan 100.000 inwoners zijn Pilsen, Liberec, Ostrava en Olomouc. Voor een overzicht van de grootste steden van het land, zie de lijst van grote Tsjechische steden.

### Klimaat
|                                       |  |                                    |
| Klimaatdiagram Praag-Ruzyně 1961-1990 |  | Klimaatdiagram Lysá hora 1991-2005 |

Het klimaat van Tsjechië behoort tot het Midden-Europese type waarin het klimaat van west naar oost gaande een steeds sterker continentaal karakter krijgt. Streken in de dalen van Bohemen hebben een laag neerslagcijfer. Weer andere gebieden in Bohemen hebben een instabieler klimaat, dat lijkt op het Nederlandse klimaat. Het waait alleen wat minder hard en er valt veel meer sneeuw. De gemiddelde neerslag is in de dalen 450 tot 650 mm per jaar en in de bergen 1000 tot 2000 mm.
In de winter valt er geregeld sneeuw in de berggebieden, in de lager gelegen gebieden wisselen sneeuw en regen elkaar af. De gemiddelde januaritemperatuur over de periode 1961 tot 1990 varieert van ongeveer minus 6°C in de berggebieden tot vlak onder het vriespunt in de grote, lager gelegen, steden zoals Praag. In de bergen blijft de sneeuw gewoonlijk tot het midden van het voorjaar liggen. In deze periode staan de rivieren op hun maximum hoogte, vanwege de smeltende sneeuw. In de zomer (vooral juli) kunnen de temperaturen boven de 30 graden uitkomen. De gemiddelde temperatuur in de bergen is dan maar zo'n 11 graden, in de steden ligt het rond de 19. De gemiddelde temperatuur duikt meestal begin oktober weer onder de 10-graden-grens.
Hiernaast de klimaatdiagrammen van de wijk Ruzyně in Praag en de berg Lysá hora in het noordoosten van Tsjechië. Te zien is dat de temperatuur op de berg lager ligt dan in de stad, en dat er veel meer neerslag valt. In de categorie Climate diagrams of the Czech Republic op Wikimedia Commons zijn meer klimaatdiagrammen van andere locaties in Tsjechië te vinden.

## Demografie

### Bevolking
Bij de laatste volkstelling had het land 10.436.560 (2011) inwoners. Verreweg het grootste deel van de bevolking (ongeveer 95%) behoort tot de etnische groep van de Tsjechen. De Moraviërs (3,8%) worden meestal ook tot de Tsjechen gerekend. De grootste groepen van minderheden bestaan uit Slowaken, Duitsers, Polen en Roma. 
Volgens de volkstelling in 2001 woonden er 11.746 Roma in Tsjechië. Het werkelijke bevolkingsaandeel van de Roma ligt waarschijnlijk veel hoger. Om verschillende redenen, een zwak nationaal bewustzijn, discriminatie of identificatie als Tsjechen, geven veel Roma een andere etniciteit op dan ze in werkelijkheid hebben.
Volgens het World Factbook van de CIA bedraagt de levensverwachting bij de geboorte in Tsjechië 78,6 jaar in 2024. Bij vrouwen ligt de verwachte ouderdom hoger dan bij mannen, 81,8 jaar tegenover 75,6 jaar.
| 1785 | 4.250.000  |
| 1850 | 6.826.465  |
| 1900 | 9.333.853  |
| 1920 | 9.978.420  |
| 1944 | 11.109.341 |
| 1947 | 8.765.230  |
| 1970 | 9.805.157  |
| 1990 | 10.362.740 |
| 2000 | 10.272.503 |
| 2007 | 10.349.372 |
| 2010 | 10.509.377 |
| 2020 | 10.690.000 |

### Taal
Zo'n 97% van de bevolking spreekt het Tsjechisch, wat ook de voertaal is op scholen en bij de overheid. Alleen in de grensstreken hebben sommige inwoners de taal van het buurland als moedertaal, zo spreken zo'n 50.000 mensen in het Ertsgebergte Duits en wordt in het noorden door ongeveer 50.000 Tsjechen Pools gesproken. Tot slot spreken zo'n 140.000 inwoners het Romani.

### Religie

De Sint-Vituskathedraal in Praag

Bij de volkstelling van 2011 gaf 34% van de Tsjechen aan geen religie aan te hangen. Verder is 10,3% van de bevolking katholiek, 0,8% protestant en 9% hangt een andere religie aan. De overige 45% van de bevolking gaf geen antwoord op de vraag betreffende zijn of haar religie. Tsjechië behoort daarmee tot de minst religieuze landen in de wereld en heeft na China en Japan het grootste percentage atheïsten.
In 2005 is er door de Europese Unie een onderzoek gedaan onder de toenmalige 25 lidstaten. Hierin kwam naar voren dat 30% van de Tsjechen "niet denkt dat er wat voor soort god of geest dan ook bestaat" en 50% gelooft dat er "een soort geest of bovennatuurlijke kracht bestaat". Slechts 19% van Tsjechië gelooft dat er een god bestaat. Dit percentage was ten tijde van het onderzoek het op een na laagste van Europa, alleen in Estland denkt een kleiner deel van de bevolking dat er een god bestaat (16%).
Van oudsher is Tsjechië een katholiek land. In 1950 was 76,4% van de Tsjechische bevolking nog aanhanger van de Katholieke Kerk. In 1991 was dit nog 39% en in 2001 nog 26,8%. De bekendste kerkgebouwen van Tsjechië zijn de Sint-Vituskathedraal, de Týnkerk en de Sint-Cyrillus-en-Methodiuskerk in Praag, alsmede de Bedevaartskerk van Sint-Johannes van Nepomuk die op de Werelderfgoedlijst van UNESCO staat. Het bekendste joodse gebedshuis van het land is de Grote Synagoge in Pilsen. De wijk Josefov is van oudsher de joodse buurt van Praag.

## Cultuur

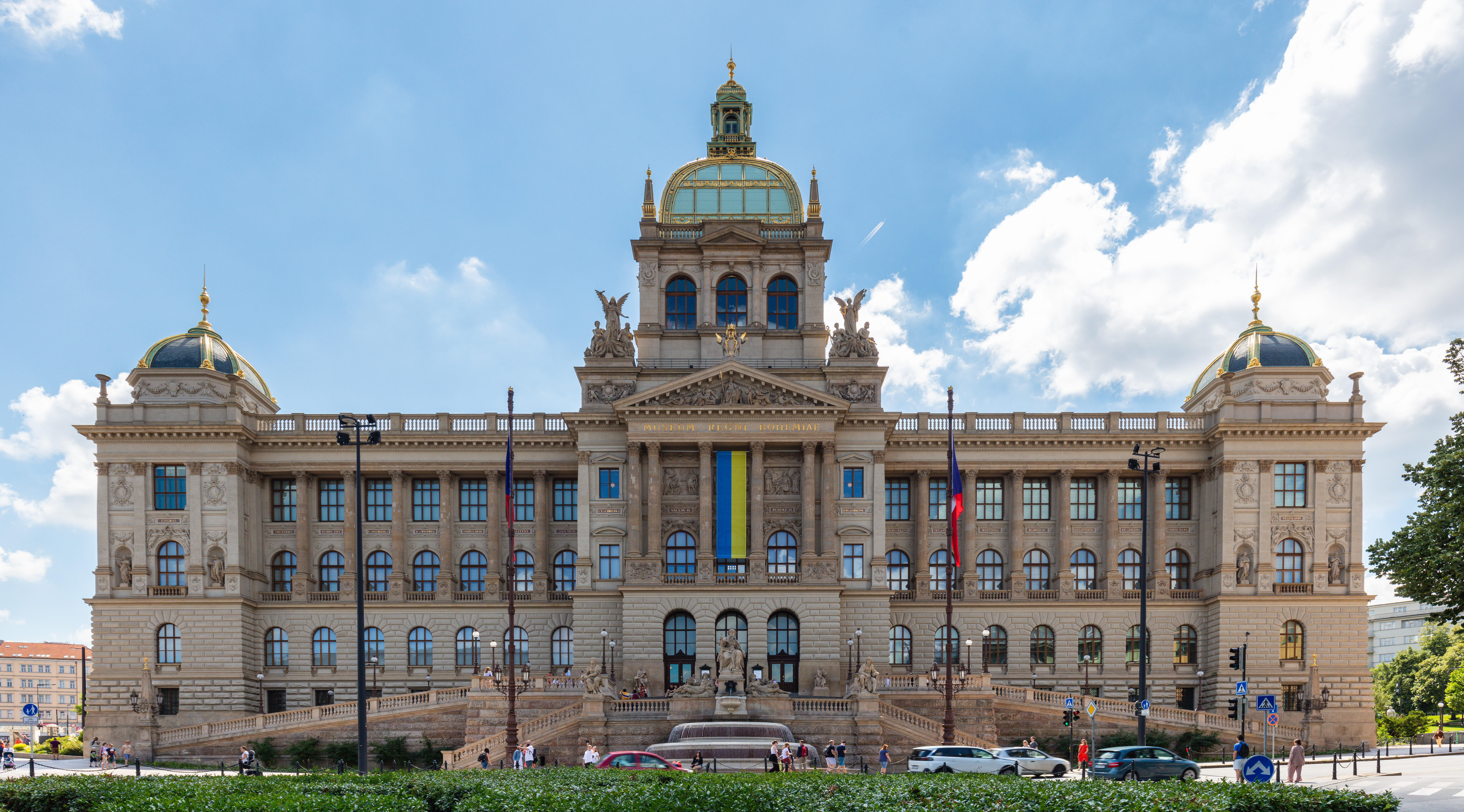
Het Nationaal Museum

Doordat Tsjechië van oudsher een katholiek land is zijn vooral de christelijke feesten, zoals Kerstmis en Pasen, belangrijk. Tijdens het kerstfeest worden overal in het land kerststallen opgericht. De grootste bewegende kerststal ter wereld bevindt zich in Jindřichův Hradec. Naast de christelijke feesten zijn er verscheidene typisch Tsjechische feestdagen. Zo vinden op de avond van 30 april de zogenaamde heksenverbrandingen plaats (de verdrijving van de winter) en wordt op 6 juli stilgestaan bij het overlijden van Johannes Hus. Op 8 mei wordt Dag van de Overwinning en Bevrijding gevierd.
Op het gebied van musea, theaters en kerken is het meeste te zien in Praag. In de hoofdstad bevinden zich het Nationaal Museum en het Nationaal Theater, alsmede verschillende grote kerken, waaronder de Sint-Vituskathedraal. Het concertgebouw Rudolfinum is bekend als het thuispodium van het Tsjechisch Filharmonisch Orkest. In verschillende Europese steden vinden jaarlijks grote festivals plaats op het gebied van onder andere muziek en film. In Praag is elk jaar in mei het Praagse Lente-festival voor klassieke muziek en in juli vindt in Karlsbad het Internationaal filmfestival van Karlsbad plaats. In juni verandert Český Krumlov jaarlijks in een middeleeuwse stad met dans- en theatervoorstellingen tijdens het Slavnosti pětilisté růže-festival.
Internationaal is de Tsjechische cultuur vooral bekend van de grote drie componisten; Antonín Dvořák, Bedřich Smetana en Leoš Janáček. Vooral het werk Má Vlast van Smetana geniet ook in het buitenland grote bekendheid. Op het gebied van de literatuur zijn vooral de Duitstalige schrijver Franz Kafka, Jaroslav Hašek, Nobelprijswinnaar Jaroslav Seifert en ex-president Václav Havel bekend. Zie ook het artikel Tsjechische literatuur.

### Eten en drinken

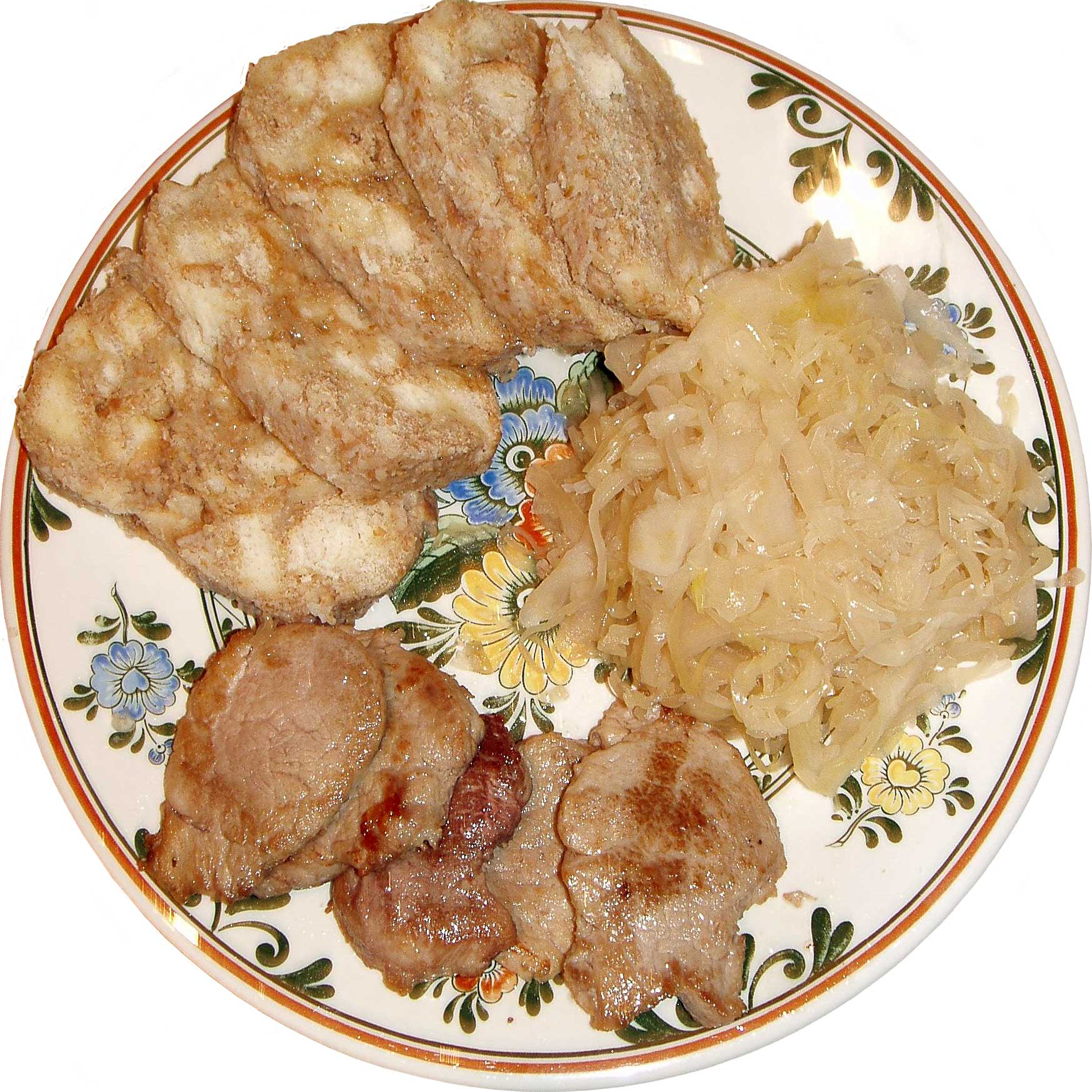
Populair Tsjechisch gerecht: varkensvlees met knoedels en zuurkool

Zoals de meeste Europeanen gebruiken de Tsjechen drie maaltijden per dag. De hoofdmaaltijd is meestal het uitgebreide warme eten tussen de middag. Het eten van de Tsjechen heeft een grote invloed gehad op, maar is ook sterk beïnvloed door de keukens van de omringende landen. Een belangrijke oorzaak hiervan is de gemeenschappelijke geschiedenis in de vorm van Oostenrijk-Hongarije. Veel bekende Tsjechische gerechten zijn ook te vinden in andere landen, zoals de apfelstrudel en de guláš. Tijdens de warme maaltijd wordt veelal vlees gegeten met deegwaren of aardappels. Vis is vrij zeldzaam en ook groente wordt traditioneel weinig gegeten. Dit laatste is de laatste jaren echter wel in opkomst doordat er steeds meer belangstelling is voor gezonde voeding. Enkele typisch Tsjechische gerechten zijn Bramborák (aardappelpannenkoeken), topinky (geroosterd brood) en český knedlík (Boheemse knoedels).
De bekendste Tsjechische drank is het pilsener bier. Dit type bier is, naar men zegt, in Pilsen uitgevonden door Josef Groll. Naast pils worden er ook vele andere soorten bier geschonken. Bier wordt niet alleen gedronken maar ook veel gebruikt bij de bereiding van voedsel. Ook de Tsjechische sterke drank Becherovka is populair. In Moravië wordt Slivovice (Slivovitsj) als nationale drank beschouwd.

### Nationale symbolen
De vlag van Tsjechië is dezelfde vlag als die van het voormalige Tsjecho-Slowakije. Toen dit land op 1 januari 1993 werd opgesplitst in Tsjechië en Slowakije, bleef Tsjechië de oude vlag gebruiken, terwijl Slowakije een eigen vlag aannam. Net als bij de meeste andere Slavische landen bestaat de vlag uit de pan-Slavische kleuren rood, wit en blauw.
Het wapen van Tsjechië is een schild bestaande uit vier kwartieren, met in elk kwartier het centrale element uit het wapen van een van de drie historische regio's. In het eerste en vierde kwartier staat de leeuw van Bohemen, in het tweede kwartier de adelaar van Moravië en in het derde kwartier de adelaar van Silezië (Tsjechisch-Silezië).
Het volkslied van Tsjechië heet Kde domov můj (Waar is mijn thuis). Het lied is afkomstig uit het theaterstuk Fidlovačka aneb žádný hněv a žádná rvačka, geschreven door Josef Kajetán Tyl. De muziek is gecomponeerd door František Škroup. In het theaterstuk heeft het lied twee coupletten, maar alleen het eerste couplet wordt gebruikt als volkslied.

### Nationale feestdagen
Onder meer de volgende datums gelden in Tsjechië als officiële feestdagen:
- 1 januari: Nieuwjaarsdag en de dag van de splitsing tussen Tsjechiê en Slowakije (Den obnovy samostatného českého státu)
- 1 mei: Dag van de Arbeid (Svátek práce)
- 8 mei: Bevrijdingsdag (Den vítězství of Den osvobození)
- 5 juli: Dag van de Heiligen Cyrillus en Methodius (Den slovanských věrozvěstů Cyrila a Metoděje)
- 6 juli: Johannes Hus-dag (Den upálení mistra Jana Husa)
- 28 september: Dag van de Staat (Den české státnosti)
- 28 oktober : Onafhankelijkheidsdag (Den vzniku samostatného československého státu)
- 17 november: Dag van de Strijd voor Vrijheid en Democratie (Den boje za svobodu a demokracii)
- 26 december: Sint Stefansdag

### Werelderfgoed

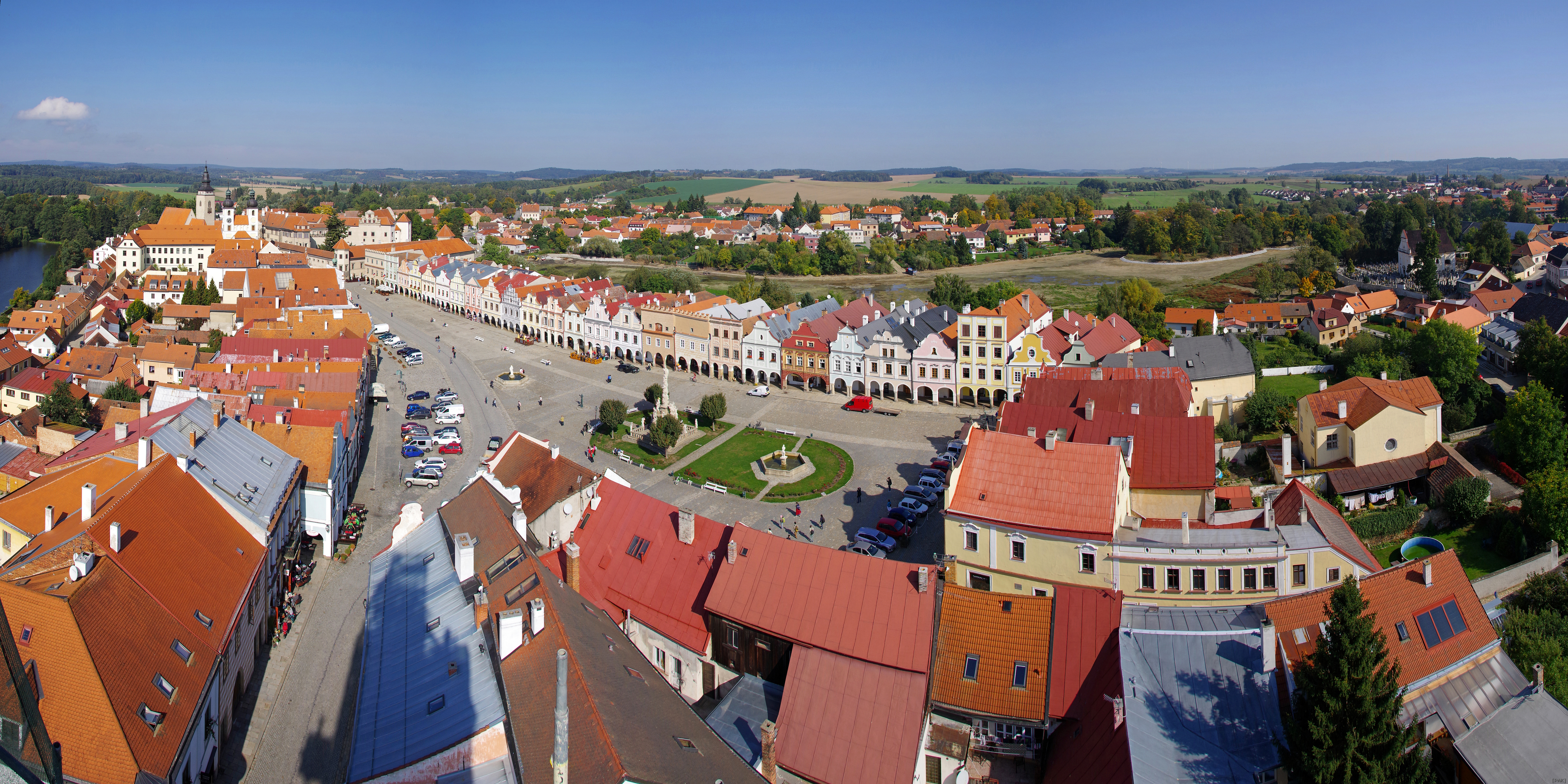
Historisch centrum van Telč

In Tsjechië staan twaalf locaties op de Werelderfgoedlijst van UNESCO. Alle locaties zijn cultureel erfgoed. Hier onder een lijst met de Tsjechische onderdelen van de Werelderfgoedlijst.
- Historisch centrum van Praag
- Historisch centrum van Český Krumlov
- Historisch centrum van Telč
- Historisch centrum van Kutná Hora
- Bedevaartskerk van Sint-Johannes van Nepomuk bij Žďár nad Sázavou
- Cultuurlandschap van Lednice-Valtice
- Historisch dorp Holašovice
- Tuinen en kasteel van Kroměříž
- Kasteel van Litomyšl
- Zuil van de Heilige Drie-eenheid in Olomouc
- Villa Tugendhat in Brno
- Joodse wijk en Sint-Procopiusbasiliek in Třebíč

## Economie

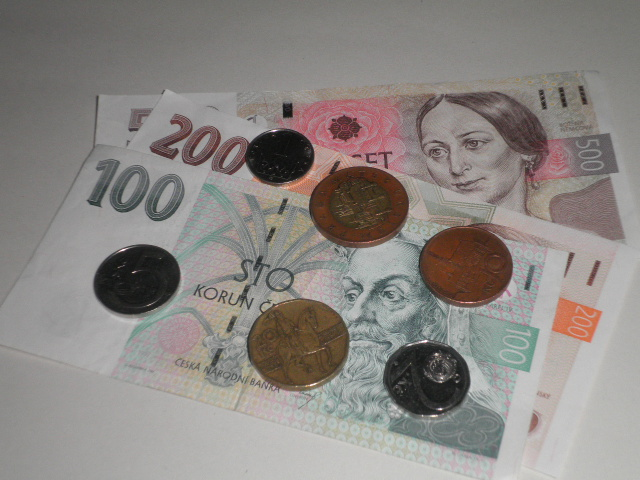
Tsjechische kronen: munten en bankbiljetten

Tsjechië heeft een ontwikkelde economie met in 2014 een BBP per hoofd van de bevolking van US$ 19.563. Dat is na Slovenië en Estland het hoogste van alle voormalige communistische landen. Sinds 1999 herstelt het land zich van een recessie, vooral door de groeiende export naar de Europese Unie (vooral Duitsland), buitenlandse investeringen en de groei van de binnenlandse vraag.
De belangrijkste industrieën van Tsjechië zijn onder andere de machinebouw, de ijzer- en staalproductie, metaalbewerking, chemische productie, elektronica, bier, glas en keramiek. De belangrijkste agrarische producten zijn suikerbieten, aardappelen, tarwe en hop.
Grote Tsjechische bedrijven zijn het energiebedrijf ČEZ en autofabrikant Škoda. ČEZ staat genoteerd aan de Praagse effectenbeurs. De belangrijkste graadmeter van de beurs van Praag is de PX Index.
In Tsjechië wordt betaald met de Tsjechische kroon (koruna). Sinds de splitsing van Tsjecho-Slowakije is dit de nationale munteenheid. Het is de bedoeling dat Tsjechië op termijn overgaat op de euro, maar er is nog geen streefdatum voor de invoering vastgelegd.

### Energievoorziening
Tsjechië was sterk afhankelijk van de aanvoer van olie uit Rusland. In 1995 kreeg het land een aansluiting met de Trans-Alpinepijpleiding. In mei 2023 kondigde het Tsjechische staatsbedrijf MERO ČR een investering aan van US$ 73 miljoen, waardoor de capaciteit wordt verdubbeld tot acht miljoen ton olie. In januari 2025 was het project gereed waarmee Tsjechië nog minder afhankelijk is geworden van Russische olie.
Het land produceerde 29 miljoen ton olie-equivalent (Mtoe) in 2014. (1 Mtoe = 11,63 TWh, miljard kilowattuur.) De energiebronnen waren vooral fossiel (59%) en nucleair (27%). Dat was niet genoeg voor de energievoorziening, het TPES (total primary energy supply): 41 Mtoe. Het land importeerde 12,5 Mtoe fossiele brandstof meer dan het exporteerde.
Van de energie ging ongeveer 12 Mtoe verloren bij conversie, vooral elektriciteitsopwekking met kolen en uraan. 3 Mtoe werd gebruikt voor niet-energetische producten zoals smeermiddelen, asfalt en petrochemicaliën. Voor energie eindgebruikers resteerde 25 Mtoe waarvan 4,8 Mtoe = 56 TWh elektriciteit.
De uitstoot van kooldioxide was 97 megaton, dat is 9 ton per persoon, tweemaal het wereldgemiddelde (4,5 ton per persoon).

### Transport

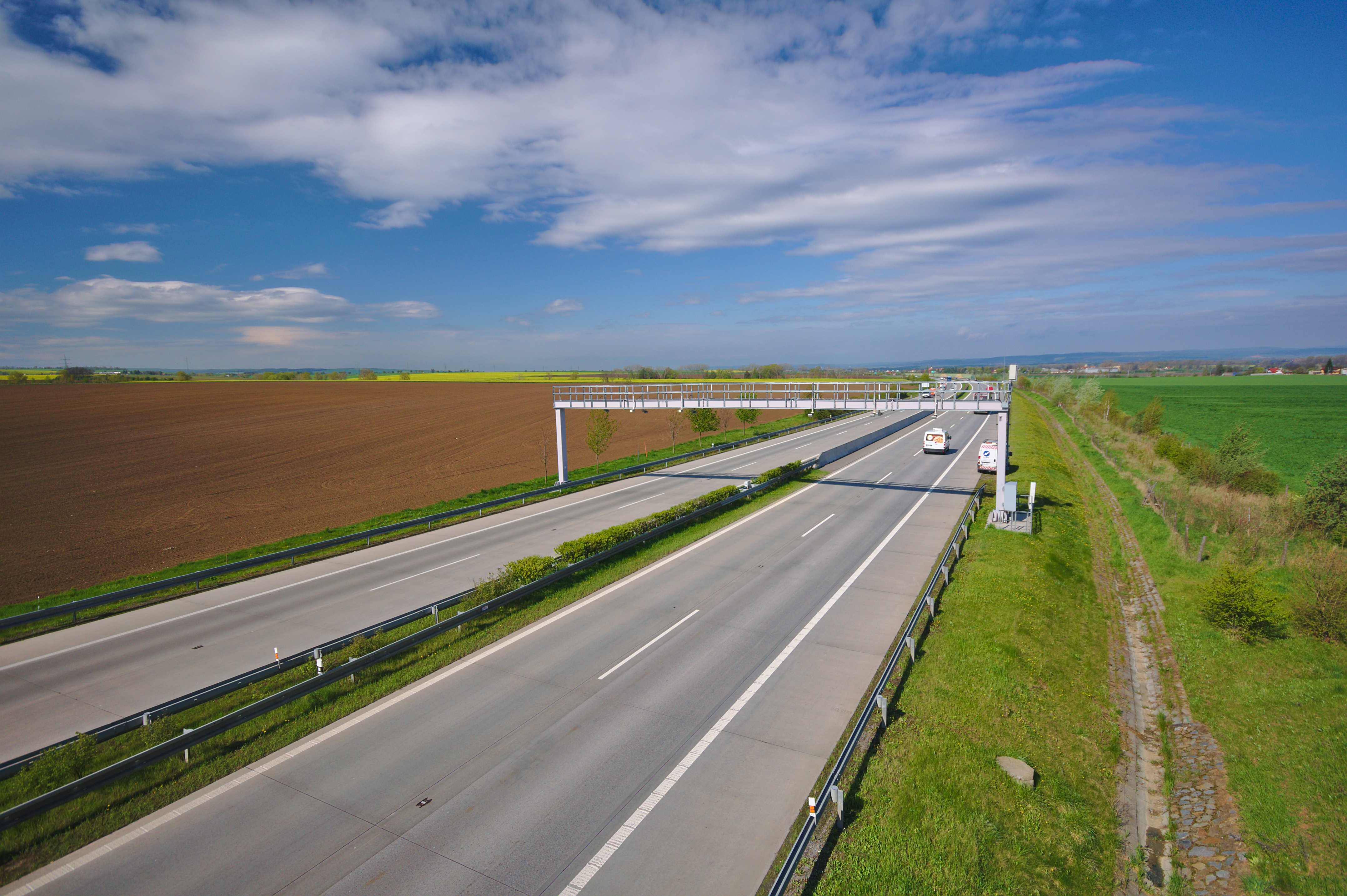
Autosnelweg D1

De bouw van de eerste snelweg in het gebied van het huidige Tsjechië begon in 1967. Er werd een begin gemaakt aan de D1. Op 12 juli 1971 waren de eerste 21 kilometer van het traject gereed en in 1980 waren Praag en Brno met elkaar verbonden. Pas na de val van het IJzeren Gordijn begon het Tsjechische snelwegennet zich in rap tempo te ontwikkelen. Inmiddels heeft Tsjechië 1 276 km kilometer aan  autosnelweg (dálnice). Sinds 1 januari 2016 worden 438 kilometer voormalige autowegen (rychlostní silnice) tot autosnelwegen geteld. De lengte van het totale wegennet van Tsjechië is 55.583 kilometer. Voor het rijden op de meeste autosnelwegen en enkele autowegen is de aanschaf van een tolvignet verplicht.
Verreweg het grootste vliegveld van het land is luchthaven van Praag, gelegen in de wijk Ruzyně in het noordwesten van de hoofdstad. De overige internationale vliegvelden in Tsjechië zijn gevestigd in Brno, Ostrava, Karlsbad en Pardubice. De nationale luchtvaartmaatschappij is Czech Airlines. Voor passagiers- en goederenvervoer binnen het land wordt nauwelijks gebruikgemaakt van vervoer per vliegtuig, omdat binnenlands vervoer goedkoper is over land. Naast de internationale vliegvelden zijn er nog een aantal kleinere vliegvelden die vooral gebruikt worden voor sportvliegtuigjes en reddingsoperaties.
De Tsjechische spoorwegmaatschappij, de České dráhy, beheert nagenoeg alle spoorwegtrajecten in Tsjechië. De lengte van het totale spoorwegennetwerk van de České dráhy is 9501 kilometer. Maar 2943 kilometer is geëlektrificeerd. In totaal heeft het bedrijf in 2003 171.984.000 passagiers vervoerd, waarvan 1.661.000 op internationale trajecten. Bijna alle spoorwegen in het land zijn uitgevoerd in normaalspoor. Het grootste en belangrijkste station is station Praha hlavní nádraží, het hoofdstation van Praag. Een overzicht van alle spoorlijnen in Tsjechië staat op de lijst van spoorlijnen in Tsjechië.
De enige Tsjechische stad met een metrosysteem is de hoofdstad Praag. De drie lijnen van de metro van Praag vervoeren zo'n 500 miljoen passagiers per jaar. Naast de metro wordt er in Praag ook gebruikgemaakt van trams en bussen. Onder andere in de steden Brno, Pilsen, Liberec, Olomouc en Ostrava wordt ook gebruikgemaakt van trams. Tot 1972 had Praag ook trolleybussen en sinds 2022 wordt het trolleybusnetwerk weer uitgebreid. In andere steden zijn nog steeds trolleybussen te vinden, waaronder Brno, České Budějovice, Mariënbad, Chomutov, Zlín, Hradec Králové en Ústí nad Labem. In Praag wordt er een kabelspoorweg gebruikt om de top van de heuvel Petřín te bereiken.
Het land heeft een netwerk van langeafstandswandelpaden, Via Czechia (en ook het wandelpad Hřebenovka Ceské Svycarsko), en ook een netwerk van Nationale fietsroutes van Tsjechië.

## Politiek

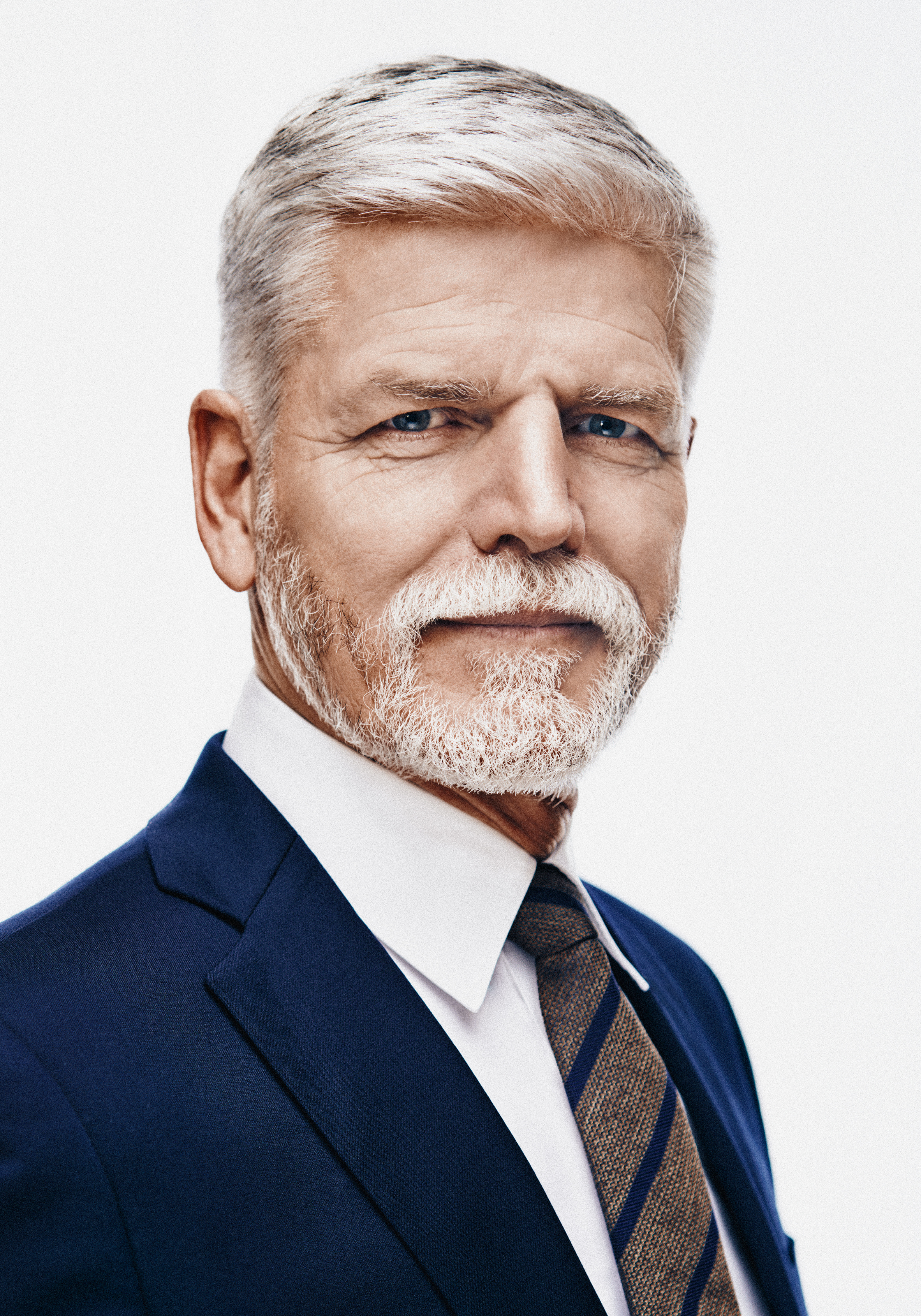
Petr Pavel, president van Tsjechië

Tsjechië is een parlementaire representatief democratische republiek. Volgens de grondwet is de president het staatshoofd en de minister-president het hoofd van de regering. De wetgevende macht maakt gebruik van een tweekamerstelsel, bestaande uit de Kamer van Afgevaardigden (Poslanecká sněmovna Parlamentu České republiky) en de Senaat (Senát Parlamentu České republiky). Samen vormen deze kamers het Parlement van de Tsjechische Republiek.
De Kamer telt 200 leden, die voor een termijn van vier jaar worden gekozen. Er zijn 81 senatoren, die een zittingstermijn hebben van zes jaar. Om de twee jaar vinden verkiezingen plaats voor een derde deel van de Senaat. Anders dan de Kamer kan de Senaat niet tussentijds worden ontbonden. De Kamer van Afgevaardigden heeft meer macht dan de Senaat. Zo is de regering alleen verantwoording verschuldigd aan de Kamer. De Kamer heeft ook meer wetgevende bevoegdheden dan de Senaat: de Senaat kan een wetsontwerp afkeuren en terugsturen naar de Kamer, maar de Kamer kan de wet alsnog aannemen met absolute meerderheid van de stemmen.
Het staatshoofd, de president, wordt sinds 2013 verkozen via directe verkiezingen. Tot die tijd werd de president gekozen op een verenigde vergadering van beide kamers van het parlement. Hij wordt gekozen voor een duur van vijf jaar en is eenmaal aansluitend herkiesbaar. Vergeleken met parlementaire stelsels in andere landen heeft het Tsjechische staatshoofd relatief veel macht. De president benoemt en ontslaat de premier en hij is opperbevelhebber van de strijdkrachten. Hij heeft het recht om een wetsvoorstel naar het parlement terug te sturen (opschortend vetorecht). Als de Kamer de wet opnieuw aanneemt met een absolute meerderheid van de stemmen, wordt deze echter alsnog van kracht. De president mag de zittingen van zowel Kamer als Senaat bijwonen en hij mag bovendien op eigen verzoek het woord voeren. Hij hoeft geen verantwoording af te leggen voor zijn functioneren.
Leden van de regering kunnen lid zijn van de Kamer of de Senaat. De regering moet binnen dertig dagen na haar benoeming het vertrouwen van de Kamer vragen (niet van de Senaat). Bij de stemming is een gewone meerderheid van de afgevaardigden voldoende. De minister-president heeft in theorie meer bevoegdheden dan de vakministers; hij kan hen opdragen zich aan bepaalde richtlijnen te houden.
De huidige president van Tsjechië is Petr Pavel. Zijn voorgangers waren Miloš Zeman, Václav Klaus en Václav Havel. Václav Havel was de eerste president van Tsjechië na de splitsing van Tsjecho-Slowakije.

### Politieke partijen en verkiezingen
In Tsjechië is sprake van een meerpartijenstelsel. In het politieke spectrum staat de Communistische Partij van Bohemen en Moravië geheel aan de linkerzijde. Ook links is de Tsjechische Sociaaldemocratische Partij. In het midden staan de Christendemocratische Unie-Tsjecho-Slowaakse Volkspartij en de Groene Partij. Als rechts kunnen worden aangemerkt de partijen Democratische Burgerpartij en SNK Europese Democraten.
Volgens de grondwet moeten de verkiezingen voor de Kamer van Afgevaardigden worden gehouden op grond van een stelsel van evenredige vertegenwoordiging, terwijl de verkiezingen voor de Senaat plaatsvinden volgens het meerderheidsstelsel (in twee ronden). Voor de Kamerverkiezingen is Tsjechië onderverdeeld in 14 kiesdistricten, die overeenkomen met de 14 regio’s. Tsjechië maakt gebruik van de volgende landelijke kiesdrempels:
| Kiesdrempel | Aantal partijen of bewegingen |
| ----------- | ----------------------------- |
| 5%          | 1                             |
| 10%         | coalitie van 2                |
| 15%         | coalitie van 3                |
| 20%         | coalitie van 4 of meer        |

De kandidaten worden per kiesdistrict gekozen. In Tsjechië is het mogelijk om voorkeurstemmen uit te brengen op maximaal twee kandidaten. Als een kandidaat meer dan 7 procent van de stemmen krijgt die op een partij zijn uitgebracht, dan krijgt hij een zetel in de Kamer. Bij de Senaatsverkiezingen wordt gebruikgemaakt van enkelvoudige kiesdistricten en twee ronden. Om in de eerste ronde gekozen te worden, moet een kandidaat de absolute meerderheid van de stemmen in zijn district hebben gekregen. Anders vindt een tweede ronde plaats tussen de twee kandidaten die de meeste stemmen hebben gekregen. Degene die wint krijgt een zetel in de Senaat.
De procedure voor de verkiezing van de president is ingewikkeld. De kandidaat die in de eerste ronde de absolute meerderheid van de stemmen van alle afgevaardigden én van alle senatoren heeft gekregen, wordt president. Indien hij niet voldoende stemmen krijgt, volgt binnen veertien dagen een tweede ronde. Degene die de meeste stemmen van de afgevaardigden en degene die de meeste stemmen van de senatoren heeft gekregen, gaan door naar de tweede ronde. Dat kan evenwel dezelfde kandidaat zijn. President wordt degene die de (gewone) meerderheid van de stemmen van zowel afgevaardigden als senatoren heeft gekregen. Als uit deze tweede ronde toch geen president tevoorschijn komt, dan vindt – eveneens binnen veertien dagen – een derde ronde plaats. Gekozen is dan degene die de meerderheid van de stemmen van de aanwezige afgevaardigden en senatoren tezamen heeft gekregen. Lukt dat niet, dan vinden nieuwe presidentsverkiezingen plaats.
Regionale verkiezingen vinden plaats volgens het stelsel van evenredige vertegenwoordiging, waarbij per regio een kiesdrempel geldt van 5 procent. Het is mogelijk om voorkeurstemmen uit te brengen. Bij gemeenteraadsverkiezingen is de eventuele indeling in kiesdistricten een gemeentelijke aangelegenheid. Het aantal vertegenwoordigers is afhankelijk van het aantal inwoners. Het is mogelijk om voorkeurstemmen uit te brengen.
Bij de verkiezingen voor de Kamer van Afgevaardigden van Tsjechië van 2 en 3 juni 2006 kreeg De Democratisch Burgerpartij het grootste aantal stemmen (35,4%) gevolgd door de ČSSD (32,3%') en de KSČM (12,8%). De ODS vormde een meerderheidsregering samen met de Groene Partij (SZ) en de Christendemocratische Unie-Tsjecho-Slowaakse Volkspartij (KDU-ČSL) onder leiding van Mirek Topolánek. Na twee jaar was de regering haar meerderheid kwijt doordat vier politici uit eigen gelederen zich onafhankelijk verklaarden. Zodoende had de inmiddels vijfde motie van wantrouwen wel succes en viel de regering. Tot de verkiezingen in 2010 werd het land daarna geleid door een interim-regering onder leiding van Jan Fischer.
Bij de verkiezingen bij 2010 wonnen de Sociaal Democraten (ČSSD) nipt maar met verlies van zetels ten opzichte van 2006. Twee nieuwe conservatief liberale partijen, TOP09 en Publieke Zaak, behaalde respectievelijk 24 en 16 van de 200 zetels. Het lukte de Democratische Burgerpartij (ODS), nu onder leiding van Petr Nečas, een meerderheid te vormen met de twee nieuwe partijen en zodoende de winnaar van de verkiezingen buiten de regering te houden. In 2013 moest Nečas aftreden als premier vanwege betrokkenheid bij een corruptieschandaal dat draaide rondom zijn stafchef én maîtresse Jana Nagyova. Nadat er vanuit de regeringspartijen verschillende vervangers werden voorgedragen en ook president Zemans voorkeur niet op de benodigde vertrouwen van het parlement kon rekenen, volgden er in oktober 2013 verkiezingen. Deze werden wederom gewonnen door de Sociaal Democraten (ČSSD) met 21%, daarop volgend een nieuwe partij ANO 2011 van miljonair Andrej Babiš met 19%.

### Referendum
Volgens de grondwet moeten internationale overeenkomsten die voorzien in de overdracht van bevoegdheden van Tsjechië aan een internationale organisatie door het parlement worden goedgekeurd. Er moet echter een referendum worden uitgeschreven als dit expliciet bij wet wordt geregeld. Deze bepaling is in 2002 in de grondwet terechtgekomen met het oog op de toetreding van Tsjechië tot de Europese Unie. Het referendum over de EU-toetreding is in juni 2003 gehouden. Op lokaal niveau kunnen ook volksraadplegingen worden gehouden, namelijk als een bepaald percentage inwoners hierom heeft gevraagd.

## Onderwijs
Kinderen zijn in Tsjechië vanaf hun zesde jaar leerplichtig. De basisschool is bedoeld voor kinderen van 6 jaar tot 15 jaar. Getalenteerde leerlingen verlaten vaak na de zesde klas al de basisschool om naar het gymnasium te gaan. Op de leeftijd van 19 jaar kunnen de Tsjechen naar de universiteit. De meeste scholen worden gefinancierd door de Tsjechische staat. Er bestaan echter ook enkele particuliere scholen en scholen die gefinancierd worden door de kerk. Voor een overzicht van de verschillende universiteiten en hogescholen in Tsjechië, zie de lijst van hogeronderwijsinstellingen in Tsjechië.

## Sport

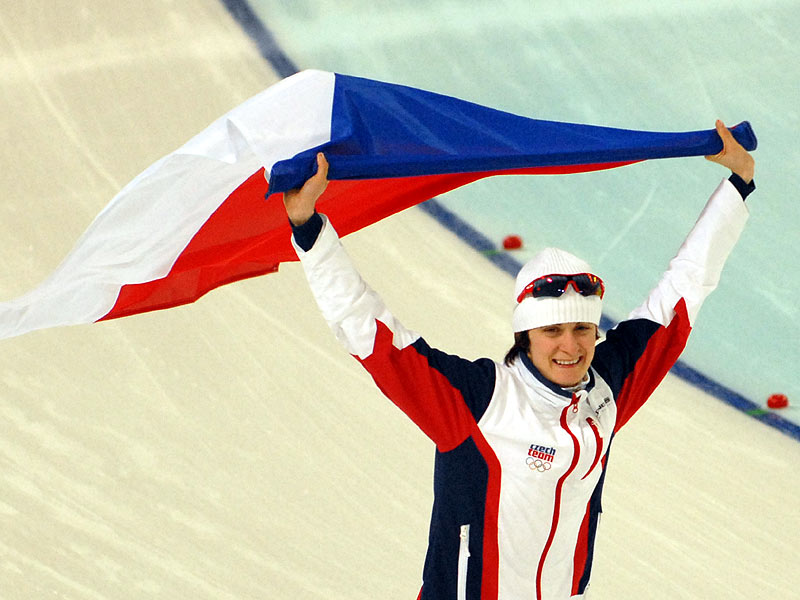
Sáblíková viert haar eerste olympische titel

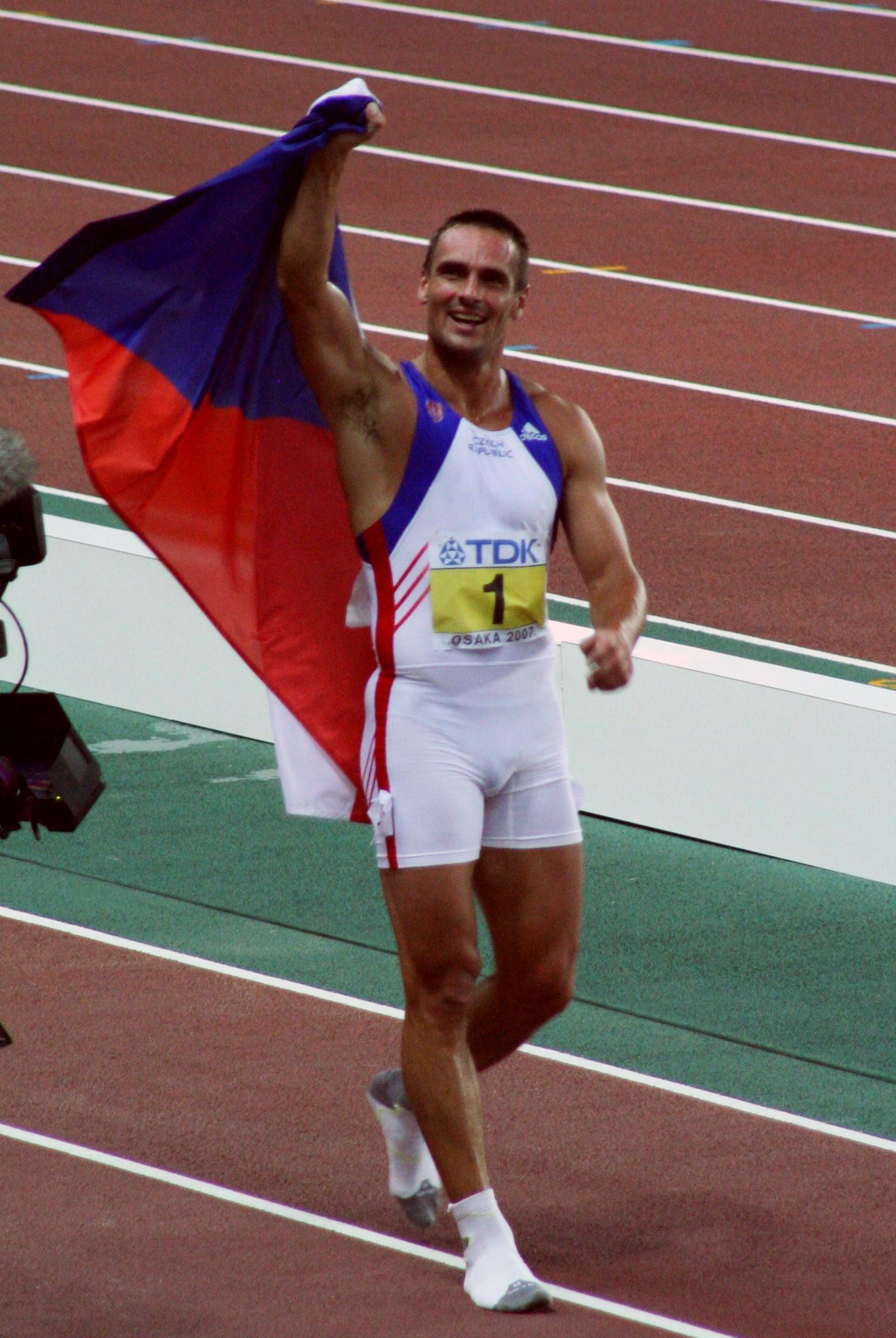
Meerkamper Roman Šebrle met de Tsjechische vlag na zijn overwinning op het WK in Osaka (2007)

De populairste sport in Tsjechië is voetbal. Nadat de Tsjechische voetbalbond in 1923 werd opgericht is in 1925 de Tsjechische eerste klasse opgericht, tegenwoordig de Fortuna liga geheten. De bekendste voetbalclubs uit Tsjechië zijn Sparta Praag, Slavia Praag, Baník Ostrava en Slovan Liberec. Het beste resultaat van het Tsjechisch voetbalelftal is het bereiken van de finale van het EK voetbal in 1996. In 1976 is het Tsjecho-Slowaaks voetbalelftal wel Europees kampioen geworden. Bekende Tsjechische voetballers zijn onder anderen Petr Čech, Jan Koller, Pavel Nedvěd, Tomáš Rosický, Milan Baroš en Karel Poborský. De Tsjechische voetbalbond heeft in totaal 625.552 geregistreerde leden.
Naast het voetbal is ijshockey populair. Het Tsjechisch mannen ijshockeyteam staat na de Olympische Winterspelen van 2010 vijfde op de IIHF Wereldranglijst. Het nationale team is sinds de splitsing van Tsjecho-Slowakije vijfmaal wereldkampioen geworden, waarvan de laatste keer in 2010. De nationale ijshockeycompetitie is de Extraliga, waarin HC Sparta Praag de bekendste deelnemer is.
Andere sporten waarin Tsjechen bekend zijn geworden, zijn onder andere tennis, schansspringen en atletiek. Bekende Tsjechische tennissers zijn Ivan Lendl, die acht grandslamtoernooien won en Martina Navrátilová met 59 grandslamtitels. In de atletiek is vooral Emil Zátopek bekend, die in de jaren 40 en 50 van de twintigste eeuw meervoudig olympisch kampioen was en meerdere wereldrecords heeft gelopen op onder andere de 10 kilometer. Recenter zijn de prestaties van meerkamper Roman Šebrle, die Europees en olympisch kampioen en wereldkampioen is geworden. Een bekende Tsjechische schansspringer is Jakub Janda, die meerdere wereldbekerwedstrijden op zijn naam schreef. Čerťák is een bekende schansspringlocatie. Op deze locatie in het stadje Harrachov staan vijf schansen, waaronder een skivliegschans.
In het langebaanschaatsen boeken de Tsjechen traditioneel gezien minder successen. Toen de Nederlanders Pim Berkhout, Maarten Blanken en Erik Bouwman voor Tsjechië schaatsten kwam daar verandering in. Deze Nederlanders hebben nog steeds een aantal Tsjechische records op hun naam staan. Sinds de Olympische Winterspelen van 2006 heeft Tsjechië weer een nieuw schaatsidool: Martina Sáblíková won, onder leiding van trainer Petr Novák, vijfmaal het Europese kampioenschap allround en viermaal het Wereldkampioenschap allround. Daarnaast is ze drievoudig olympisch kampioene.
De bekendste huidige Tsjechische wielrenner is Roman Kreuziger. In het veldrijden is Tsjechië een van de best vertegenwoordigde landen. Zdeněk Štybar werd sinds 2010 driemaal wereldkampioen.